# ヤーコフ・ガネツキー

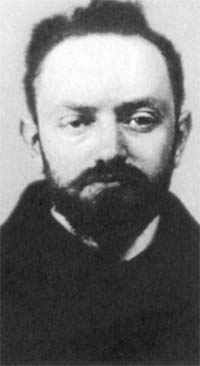
ヤーコフ・ガネツキー

ヤーコフ・スタニスラヴォヴィチ・ガネツキー（ロシア語: Яков Станиславович Ганецкий, 1879年3月15日 - 1937年11月26日）は、ソヴィエト連邦の革命家、政治家。本名は、ヤクブ・フュルステンベルク（Jakub Fürstenberg）。
著名なオールド・ボリシェヴィキで、ウラジーミル・レーニンの親しい同僚であった。
アレクサンドル・パルヴスとの密な協働により、ボリシェヴィキ救援のための秘密ドイツ資金を準備した財政専門家の1人として有名である。

## 生涯
ヤーコフ・ガネツキーは、当時ロシア帝国領であったワルシャワで、工場所有者の家庭に生まれた。1896年、彼はロシア社会民主労働党のボリシェヴィキ派に参加した。1901年ドイツに移住し、短期間にベルリン、ハイデルベルク、チューリッヒの各大学において学んだ。彼は商人として働いた。1903～09年、ガネツキーはポーランド・リトアニア王国社会民主党 (SDKPiL) 執行部の1人であり、ポーランドの1905-07年革命において積極的に関与した。
その革命的活動のため、ガネツキーは再三にわたり逮捕された。1907年から、彼はロシア社会民主労働党（ボリシェヴィキ派）中央委員を務めた。SDKPiL の分裂期 (1912-16)、彼はポーランド地区執行部の委員であり、親レーニン派の指導者の1人であった。

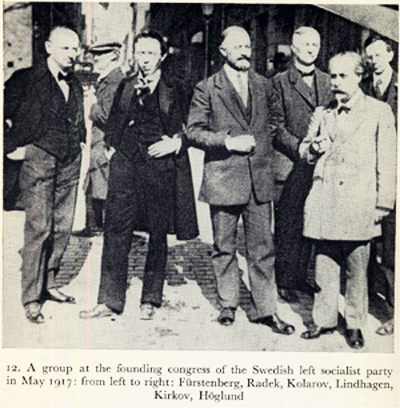
スウェーデン社会民主左翼党の創立会議におけるガネツキー（左端）とラデック（右隣）。1917年5月

第一次世界大戦中、ガネツキーは、アレクサンドル・パルヴス及びカール・ラデックと共同で、対ボリシェビキ資金援助に関するドイツ参謀本部との秘密交渉に参画した。彼はコペンハーゲン作戦 (Copenhagen operation) の立案実行者、並びにレーニン＝ドイツ間の仲介者の1人であった。彼はまた、1917年レーニンを亡命地スイスから、「封印列車」によりロシアへ帰国させた実行者の1人であった。
1917年の十月革命の後、ロシア・ソビエト連邦社会主義共和国の財務人民委員部参事、ロシア共和国銀行総裁。1920年から駐ラトビア通商代表、および同大使。ソビエト政府を代表し、彼はリガ平和条約およびカルス条約に署名した。1921年、外務人民委員部参事、1923年、ソ連対外貿易・通商人民委員部参事。1930年、全ロシア人民経済会議幹部会議員。1932年、国家音楽・舞台・サーカス団体部長。彼の最終ポストは、ソ連革命博物館（現・国立歴史博物館(ru)）館長であった。
彼はスターリンの大粛清期に、「知り過ぎた目撃者」としてNKVDにより自宅で逮捕され、妻ギーザと息子スタニスラフと共に処刑された。罪状は、国外のレーニン文書を回収する際に「ポーランドの将校と非公式に面会した」事とされ、壮絶な拷問を受けたにもかかわらず、最後まで自身の嫌疑を認めることはなかった。残された娘ハーナ（ハンカ）には、三人とも獄中で病死したと嘘の通達がなされたが、その後逮捕されて強制収容所で18年生き延び、スターリンの死後の1956年に名誉回復・釈放された。ガネツキー自身は1954年に名誉回復された。
レーニンのもとで巨額の資金を動かしていたにもかかわらず、逮捕された時のガネツキーの所持金はほとんどなかった。このため、ドミトリー・ヴォルコゴーノフは、その資金はガネツキーがすべて共産党へ差し出したか、スイス銀行に今も塩漬けになっているのではないか、と述べている。